# Diestostemma colombiae
Diestostemma colombiae är en insektsart som beskrevs av Young 1968. Diestostemma colombiae ingår i släktet Diestostemma och familjen dvärgstritar.
Artens utbredningsområde är Colombia. Inga underarter finns listade i Catalogue of Life.